# Прапор міста Воскресенськ
Міське поселення Воскресенськ має власну символіку, зокрема прапор який було затверджено рішенням Ради депутатів міського поселення Воскресенськ від 24 жовтня 2008 року

## Геральдичний опис та обґрунтування
Прямокутне блакитне полотно із співвідношенням сторін 2:3 у центрі якого золота фігура Фенікса у вогні. Це один з давніх символів людства, який відроджуючись стає гарнішим та сильнішим. У християнстві він став символом Воскресіння Христового таким чином вказуючи на назву міського поселення. Свою назву місто отримало від церкви Воскресіння Христового. Також фенікс є символом очищуючого вогню, що вказує на Воскресенський хімкомбінат — містоутворююче підприємство Воскресенська.
Основними кольорами герба є золотий та блакитний. Золото — символ сили, багатства, стабільності, міцності, великодушності та інтелекту. Блакитний — символ честі, істини, благородства, духовності. Крім того блакитний символізує Москву-ріку на березі якої розташовано Воскресенськ.
Золотий та блакитний кольори є клубними кольорами ХК «Хімік» — основного спортивного клубу міста.